# Ruvina
Ruvina ist ein Ort und eine ehemalige Gemeinde (Freguesia) im portugiesischen Kreis Sabugal. Die Gemeinde hatte 112 Einwohner (Stand 30. Juni 2011).
Am 29. September 2013 wurden die Gemeinden Ruvina, Ruivós und Vale das Éguas zur neuen Gemeinde União das Freguesias de Ruvina, Ruivós e Vale das Éguas zusammengeschlossen. Ruvina ist Sitz dieser neu gebildeten Gemeinde.